# Milánói metró
A milánói metró (földalatti vasúthálózat) megnevezése Metropolitana di Milano. A jelenleg öt vonalból álló hálózat teljes hossza 111,8 km, ezzel Olaszország legnagyobb hálózata. Ebből 67 km a föld alatt fut, 92 állomással, és összesen 125 állomása van. A felszíni tömegközlekedési eszközökkel közösen az Azienda Transporti Milanesi (ATM) társaság üzemelteti.

## Üzemelő vonalak

### 1-es vonal
Az 1-es, vagy piros vonal (Linea rossa) első, 12 km hosszú szakaszát 1964. november 1-jén adták át Lotto és Sesto Marelli között. Az állomások Franco Albini és Franca Helg építészek tervei alapján készültek. Az állomások falait díszítő grafikákat Bob Noorda holland grafikus készítette. A vonal északkelet-délnyugati irányban szeli át a várost. Északkeleti végállomása a Sesto I Maggio vasútállomás. A vonal érinti a dómot, a Castello Sforzescót, valamint a város második legforgalmasabb vasútállomását (Cadorna), majd a Pagano állomásnál kettéágazik: az északnyugati ág a város határán túlnyúlik egészen Rho városáig, délnyugati végállomása Bisceglie. A teljes hálózat földalatti és nyílt árkos megoldással épült. 2005-ben bővítették legutóbb.

### 2-es vonal
A 2-es, vagy zöld vonal (Linea verde) első szakaszát 1969 decemberében nyitották meg Caiazzo és Cascina Gobba állomások között. A vonal déli végállomása Abbiategrasso. Innen északi irányba halad érintve a Cadornát valamint a főpályaudvart, majd kelet felé tart. Cascina Gobba állomásánál (mely egyben az utolsó állomás Milánó közigazgatási határán belül) két ágra szakad: a keleti vonal a Naviglio della Martenasa csatornával párhuzamosan halad Gessatéig, míg az északkeleti ág Cologno Monzeseig tart. Legutóbb 2011-ben bővítették a délnyugati elágazásnál (Famagosta-Milanofiori). A Milánó területén lévő vonalszakasz földalatti (pajzsos megoldással fúrt alagút), az városközi szakaszok felszíniek és az egykori Linee celeri dell’Adda gyorsvasút pályájának átépítésével jöttek létre.

### 3-as vonal
A 3-as, vagy sárga vonal (Linea gialla) első szakaszát 1990-ben nyitották meg a főpályaudvar (Milano Centrale) és a Porta Romana állomások között. A vonal észak–dél irányban szeli át a várost, nincsenek elágazásai, nem lépi át a városhatárt. Északi végállomása Comasina. Déli irányban haladva érinti a főpályaudvart valamint a dómot. Déli végállomása San Donato. A vonal teljes hosszában a föld alatt halad, legmélyebb pontja a Duomo állomás, -20 méteren. Legutóbb 2011-ben végeztek rajta munkálatokat.

### 5-ös vonal
Az új, lila vonal (Linea fucsia) építkezési munkálatai 2007-ben kezdődtek és az első 7 állomáson a forgalom 2013. február 10-én indult meg automata szerelvényekkel. Az új vonal a San Siro stadiont köti össze Monzával. Legutóbb 2015-ben folytak rajta bővítési munkálatok.
| Vonal | Szakasz                                                           | Átadás | Bővítése | Hossz   | Állomás |
| ----- | ----------------------------------------------------------------- | ------ | -------- | ------- | ------- |
|       | Sesto 1º Maggio ↔ Rho Fiera / Bisceglie                           | 1964   | 2005     | 27,0 km | 38      |
|       | Assago Milanofiori Forum / Abbiategrasso ↔ Cologno Nord / Gessate | 1969   | 2011     | 40,4 km | 35      |
|       | San Donato ↔ Comasina                                             | 1990   | 2011     | 16,6 km | 21      |
|       | Bignami ↔ San Siro Stadio                                         | 2013   | 2015     | 12,9 km | 19      |

## Tervezett/Építés alatt álló vonalak

### 1-es vonal
Jelenleg folynak a monzai meghosszabbítás előkészítési munkálatai. Az építkezések befejeztével az 1-es vonal a Monza–Sesto I Maggio–Rho Fiera-szakaszra korlátozódik majd, a biscegliei elágazást, az 1-es vonal részbeni alagútjának kiszélesítésével átszervezik az új 4-es vonalba.

### 2-es vonal
A Famagosta–Milanofiori-szakasz építkezési munkálatait 2006 márciusában indították el. Az új szakaszt 2011-ben nyitották meg. Tervezik továbbá a vonal meghosszabbítását északkeleti irányban Cologno és Vimercate között. Ugyancsak tervezés alatt van a Gessate-Pozzo d’Adda szakasz is.

### 3-as vonal
2011-ben átadták a vonal északi meghosszabbítását Maciachini és Comasina között. Ugyanakkor folynak a tervezési munkálatok a vonal déli irányú meghosszabbításán is San Donato és Paullo között.

### 4-es vonal
Az új, kék metróvonal (Linea blu) megépítéséhez szükséges pénzügyi keretet 2006-ban hagyták jóvá. A Linate nemzetközi repülőteret kapcsolja majd össze a várossal. Kelet-délnyugati irányban szeli majd át a metropoliszt, de 2014 nyarára még nem készült el.

### 6-os vonal
A 6-os vonal egyelőre tervezési fázisban van, a 2015-ös világkiállításra kellett volna elkészülnie.

## Metróállomások
| Állomás                  | Megnyitás            | Vonal                           | Szomszédos állomások                              | Kép |
| ------------------------ | -------------------- | ------------------------------- | ------------------------------------------------- | --- |
| Abbiategrasso            | 2005. március 17.    | 2-es metróvonal                 | Famagosta                                         |     |
| Affori Centro            | 2011. március 26.    | 3-as metróvonal                 | Dergano Affori FN                                 |     |
| Affori FN                | 2011. március 26.    | 3-as metróvonal                 | Affori Centro Comasina                            |     |
| Amendola                 | 1964. november 1.    | 1-es metróvonal                 | Lotto Buonarroti                                  |     |
| Argonne                  |                      | 4-es metróvonal                 | Forlanini FS Susa                                 |     |
| Assago Milanofiori Forum | 2011. február 20.    | 2-es metróvonal                 | Assago Milanofiori Nord                           |     |
| Assago Milanofiori Nord  | 2011. február 20.    | 2-es metróvonal                 | Famagosta Assago Milanofiori Forum                |     |
| Bande Nere               | 1975. április 18.    | 1-es metróvonal                 | Primaticcio Gambara                               |     |
| Bicocca                  | 2013. február 10.    | 5-ös metróvonal                 | Ponale Ca’ Granda                                 |     |
| Bignami                  | 2013. február 10.    | 5-ös metróvonal                 | Ponale                                            |     |
| Bisceglie                | 1992. március 21.    | 1-es metróvonal                 | Inganni                                           |     |
| Bonola                   | 1980. április 12.    | 1-es metróvonal                 | San Leonardo Uruguay                              |     |
| Brenta                   | 1991. május 12.      | 3-as metróvonal                 | Corvetto Lodi TIBB                                |     |
| Buonarroti               | 1964. november 1.    | 1-es metróvonal                 | Amendola Pagano                                   |     |
| Bussero                  | 1972. december 4.    | 2-es metróvonal                 | Villa Pompea Cassina de’ Pecchi                   |     |
| Ca’ Granda               | 2013. február 10.    | 5-ös metróvonal                 | Bicocca Istria                                    |     |
| Cadorna FN               | 1964. november 1.    | 1-es metróvonal 2-es metróvonal | Cairoli Lanza Conciliazione Sant’Ambrogio         |     |
| Caiazzo                  | 1969. szeptember 27. | 2-es metróvonal                 | Centrale FS Loreto                                |     |
| Cairoli                  | 1964. november 1.    | 1-es metróvonal                 | Cadorna FN Cordusio                               |     |
| Cascina Antonietta       | 1985. április 13.    | 2-es metróvonal                 | Gessate Gorgonzola                                |     |
| Cascina Burrona          | 1968. május 5.       | 2-es metróvonal                 | Vimodrone Cernusco sul Naviglio                   |     |
| Cascina Gobba            | 1968. május 5.       | 2-es metróvonal MeLA            | Crescenzago Vimodrone Cologno Sud San Raffaele    |     |
| Cassina de’ Pecchi       | 1968. május 5.       | 2-es metróvonal                 | Bussero Villa Fiorita                             |     |
| Cenisio                  | 2015. június 20.     | 5-ös metróvonal                 | Monumentale Gerusalemme                           |     |
| Centrale FS              | 1970. április 27.    | 2-es metróvonal 3-as metróvonal | Gioia Caiazzo Sondrio Repubblica                  |     |
| Cernusco sul Naviglio    | 1968. május 5.       | 2-es metróvonal                 | Cascina Burrona Villa Fiorita                     |     |
| Cimiano                  | 1969. május 26.      | 2-es metróvonal                 | Udine Crescenzago                                 |     |
| Cologno Centro           | 1981. június 7.      | 2-es metróvonal                 | Cologno Sud Cologno Nord                          |     |
| Cologno Nord             | 1981. június 7.      | 2-es metróvonal                 | Cologno Centro                                    |     |
| Cologno Sud              | 1981. június 7.      | 2-es metróvonal                 | Cascina Gobba Cologno Centro                      |     |
| Comasina                 | 2011. március 26.    | 3-as metróvonal                 | Affori FN                                         |     |
| Conciliazione            | 1964. november 1.    | 1-es metróvonal                 | Pagano Cadorna FN                                 |     |
| Cordusio                 | 1964. november 1.    | 1-es metróvonal                 | Cairoli Duomo                                     |     |
| Corvetto                 | 1991. május 12.      | 3-as metróvonal                 | Porto di Mare Brenta                              |     |
| Crescenzago              | 1969. május 26.      | 2-es metróvonal                 | Cimiano Cascina Gobba                             |     |
| Crocetta                 | 1990. december 16.   | 3-as metróvonal                 | Porta Romana Missori                              |     |
| Dateo                    |                      | 4-es metróvonal                 | Susa Tricolore                                    |     |
| De Amicis                |                      | 4-es metróvonal                 | Sant’Ambrogio Vetra                               |     |
| De Angeli                | 1966. április 2.     | 1-es metróvonal                 | Gambara Wagner                                    |     |
| Dergano                  | 2011. március 26.    | 3-as metróvonal                 | Maciachini Affori Centro                          |     |
| Domodossola FN           | 2015. április 29.    | 5-ös metróvonal                 | Gerusalemme Tre Torri                             |     |
| Duomo                    | 1964. november 1.    | 1-es metróvonal 3-as metróvonal | San Babila Cordusio Missori Montenapoleone Turati |     |
| Famagosta                | 1994. november 1.    | 2-es metróvonal                 | Romolo Abbiategrasso Assago Milanofiori Nord      |     |
| Foppa                    |                      | 4-es metróvonal                 | Parco Solari Washington-Bolivar                   |     |
| Forlanini FS             |                      | 4-es metróvonal                 | Quartiere Forlanini Argonne                       |     |
| Frattini                 |                      | 4-es metróvonal                 | Tolstoj Gelsomini                                 |     |
| Gambara                  | 1966. április 2.     | 1-es metróvonal                 | Bande Nere De Angeli                              |     |
| Garibaldi FS             | 1971. július 12.     | 2-es metróvonal 5-ös metróvonal | Gioia Isola Moscova Monumentale                   |     |
| Gelsomini                |                      | 4-es metróvonal                 | Frattini Segneri                                  |     |
| Gerusalemme              | 2015. szeptember 26. | 5-ös metróvonal                 | Cenisio Domodossola FN                            |     |
| Gessate                  | 1985. április 13.    | 2-es metróvonal                 | Cascina Antonietta                                |     |
| Gioia                    | 1971. július 12.     | 2-es metróvonal                 | Garibaldi FS Centrale FS                          |     |
| Gorgonzola               | 1968. május 5.       | 2-es metróvonal                 | Cascina Antonietta Villa Pompea                   |     |
| Gorla                    | 1964. november 1.    | 1-es metróvonal                 | Turro Precotto                                    |     |
| Inganni                  | 1975. április 18.    | 1-es metróvonal                 | Bisceglie Primaticcio                             |     |
| Isola                    | 2014. március 1.     | 5-ös metróvonal                 | Zara Garibaldi FS                                 |     |
| Istria                   | 2013. február 10.    | 5-ös metróvonal                 | Ca’ Granda Marche                                 |     |
| Lambrate FS              | 1969. szeptember 27. | 2-es metróvonal                 | Piola Udine                                       |     |
| Lampugnano               | 1980. április 12.    | 1-es metróvonal                 | Uruguay QT8                                       |     |
| Lanza                    | 1978. március 3.     | 2-es metróvonal                 | Moscova Cadorna FN                                |     |
| Lima                     | 1964. november 1.    | 1-es metróvonal                 | Porta Venezia Loreto                              |     |
| Linate Aeroporto         |                      | 4-es metróvonal                 | Quartiere Forlanini                               |     |
| Lodi TIBB                | 1991. május 12.      | 3-as metróvonal                 | Brenta Porta Romana                               |     |
| Loreto                   | 1964. november 1.    | 1-es metróvonal 2-es metróvonal | Caiazzo Piola Pasteur Lima                        |     |
| Lotto                    | 1964. november 1.    | 1-es metróvonal 5-ös metróvonal | Amendola QT8 Portello Segesta                     |     |
| Maciachini               | 2003. december 8.    | 3-as metróvonal                 | Zara Dergano                                      |     |
| Marche                   | 2013. február 10.    | 5-ös metróvonal                 | Istria Zara                                       |     |
| Missori                  | 1990. december 16.   | 3-as metróvonal                 | Crocetta Duomo                                    |     |
| Molino Dorino            | 1986. szeptember 28. | 1-es metróvonal                 | Pero San Leonardo                                 |     |
| Montenapoleone           | 1990. május 3.       | 3-as metróvonal                 | Duomo Turati                                      |     |
| Monumentale              | 2015. október 11.    | 5-ös metróvonal                 | Garibaldi FS Cenisio                              |     |
| Monza Bettola            | 9933. március 19.    | 1-es metróvonal                 | Sesto Restellone                                  |     |
| Moscova                  | 1978. március 3.     | 2-es metróvonal                 | Garibaldi FS Lanza                                |     |
| Pagano                   | 1964. november 1.    | 1-es metróvonal                 | Buonarroti Wagner Conciliazione                   |     |
| Palestro                 | 1964. november 1.    | 1-es metróvonal                 | San Babila Porta Venezia                          |     |
| Parco Solari             |                      | 4-es metróvonal                 | Sant’Ambrogio Foppa                               |     |
| Pasteur                  | 1964. november 1.    | 1-es metróvonal                 | Loreto Rovereto                                   |     |
| Pero                     | 2005. december 19.   | 1-es metróvonal                 | Rho Fiera Molino Dorino                           |     |
| Piola                    | 1969. szeptember 27. | 2-es metróvonal                 | Loreto Lambrate FS                                |     |
| Ponale                   | 2013. február 10.    | 5-ös metróvonal                 | Bignami Bicocca                                   |     |
| Porta Genova FS          | 1983. október 30.    | 2-es metróvonal                 | Sant’Agostin Romolo                               |     |
| Porta Romana             | 1990. december 16.   | 3-as metróvonal                 | Lodi TIBB Crocetta                                |     |
| Porta Venezia            | 1964. november 1.    | 1-es metróvonal                 | Palestro Lima                                     |     |
| Portello                 | 2015. június 6.      | 5-ös metróvonal                 | Tre Torri Lotto                                   |     |
| Porto di Mare            | 1991. május 12.      | 3-as metróvonal                 | Corvetto Rogoredo FS                              |     |
| Precotto                 | 1964. november 1.    | 1-es metróvonal                 | Gorla Villa San Giovanni                          |     |
| Primaticcio              | 1975. április 18.    | 1-es metróvonal                 | Inganni Bande Nere                                |     |
| QT8                      | 1975. november 8.    | 1-es metróvonal                 | Lampugnano Lotto                                  |     |
| Quartiere Forlanini      |                      | 4-es metróvonal                 | Linate Aeroporto Forlanini FS                     |     |
| Repubblica               | 1990. május 3.       | 3-as metróvonal                 | Turati Centrale FS                                |     |
| Rho Fiera                | 2005. szeptember 14. | 1-es metróvonal                 | Pero                                              |     |
| Rogoredo FS              | 1991. május 12.      | 3-as metróvonal                 | San Donato Porto di Mare                          |     |
| Romolo                   | 1985. április 13.    | 2-es metróvonal                 | Porta Genova FS Famagosta                         |     |
| Rovereto                 | 1964. november 1.    | 1-es metróvonal                 | Pasteur Turro                                     |     |
| San Babila               | 1964. november 1.    | 1-es metróvonal                 | Palestro Duomo                                    |     |
| San Cristoforo FS        |                      | 4-es metróvonal                 | Segneri                                           |     |
| San Donato               | 1991. május 12.      | 3-as metróvonal                 | Rogoredo FS                                       |     |
| San Leonardo             | 1980. április 12.    | 1-es metróvonal                 | Molino Dorino Bonola                              |     |
| San Siro Ippodromo       | 2015. április 29.    | 5-ös metróvonal                 | Segesta San Siro Stadio                           |     |
| San Siro Stadio          | 2015. április 29.    | 5-ös metróvonal                 | San Siro Ippodromo                                |     |
| Sant’Agostin             | 1983. október 30.    | 2-es metróvonal                 | Sant’Ambrogio Porta Genova FS                     |     |
| Sant’Ambrogio            | 1983. október 30.    | 2-es metróvonal 4-es metróvonal | Cadorna FN Sant’Agostin                           |     |
| Santa Sofia              |                      | 4-es metróvonal                 | Sforza-Policlinico Vetra                          |     |
| Segesta                  | 2015. április 29.    | 5-ös metróvonal                 | Lotto San Siro Ippodromo                          |     |
| Segneri                  |                      | 4-es metróvonal                 | Gelsomini San Cristoforo FS                       |     |
| Sesto 1º Maggio FS       | 1986. szeptember 28. | 1-es metróvonal                 | Sesto Rondò                                       |     |
| Sesto Marelli            | 1964. november 1.    | 1-es metróvonal                 | Villa San Giovanni Sesto Rondò                    |     |
| Sesto Restellone         | t799201182           | 1-es metróvonal                 | Sesto 1º Maggio FS Monza Bettola                  |     |
| Sesto Rondò              | 1986. szeptember 28. | 1-es metróvonal                 | Sesto Marelli Sesto 1º Maggio FS                  |     |
| Sforza-Policlinico       |                      | 4-es metróvonal                 | San Babila Santa Sofia                            |     |
| Sondrio                  | 1991. május 12.      | 3-as metróvonal                 | Centrale FS Zara                                  |     |
| Susa                     |                      | 4-es metróvonal                 | Argonne Dateo                                     |     |
| Tolstoj                  |                      | 4-es metróvonal                 | Washington-Bolivar Frattini                       |     |
| Tre Torri                | 2015. november 14.   | 5-ös metróvonal                 | Domodossola FN Portello                           |     |
| Tricolore                |                      | 4-es metróvonal                 | Dateo San Babila                                  |     |
| Turati                   | 1990. május 3.       | 3-as metróvonal                 | Repubblica Montenapoleone Duomo                   |     |
| Turro                    | 1964. november 1.    | 1-es metróvonal                 | Rovereto Gorla                                    |     |
| Udine                    | 1969. szeptember 27. | 2-es metróvonal                 | Lambrate FS Cimiano                               |     |
| Uruguay                  | 1980. április 12.    | 1-es metróvonal                 | Bonola Lampugnano                                 |     |
| Vetra                    |                      | 4-es metróvonal                 | Santa Sofia De Amicis                             |     |
| Villa Fiorita            | 1968. május 5.       | 2-es metróvonal                 | Cernusco sul Naviglio Cassina de’ Pecchi          |     |
| Villa Pompea             | 1968. május 5.       | 2-es metróvonal                 | Bussero Gorgonzola                                |     |
| Villa San Giovanni       | 1964. november 1.    | 1-es metróvonal                 | Precotto Sesto Marelli                            |     |
| Vimodrone                | 1968. május 5.       | 2-es metróvonal                 | Cascina Gobba Cascina Burrona                     |     |
| Wagner                   | 1966. április 2.     | 1-es metróvonal                 | De Angeli Pagano                                  |     |
| Washington-Bolivar       |                      | 4-es metróvonal                 | Foppa Tolstoj                                     |     |
| Zara                     | 1995. december 16.   | 3-as metróvonal 5-ös metróvonal | Maciachini Sondrio Marche Isola                   |     |